# بنطال حمولة

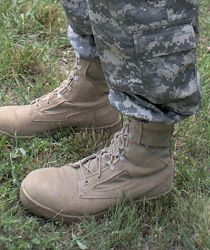

بنطال الحمولة مثل باقي السراويل العادية الخاكية ولكنه تم تصميمها من أجل أن تتناسب مع الأعمال الصعبة الخارجية . تتصف بأنها فضفاضة بحيث تسمح بحرية الحركة وتمت خياطتها بطريقة صعبة وحزام كبير وجيوب كثيرة إضافية .
بنطال الحمولة مطوية من الجانبين من أجل زيادة السعة . تستخدم مثل هذا النوع في معارك القتال أو للصيد من أجل حمل الخرائط في الجيوب والبوصلات وباقي الأدوات .
البنطال مصنوع عادة من القماش الذي يهدف إلى إتاحة الفرصة للركبة والفخذ في الانثناء من دون احتكاك . أحيانا يتم وضع فتحة للتهوية عند الركبة .
بنطال الحمولة يشبه سروال الحمولة . بعض الأنواع تكون قصيرة وبعضها طويلة حسب الأجواء والطقس . هذا النوع مفيد للمتنزهين والسياح العالميين .
بدأ بنطال الحمولة في الانتشار اعتبارا من بدايات حقبة الثمانينات من القرن العشرين في أوروبا . بنطال الحمولة يحمل النظرة العسكرية بشكله المريح، الظل المعكوس، الاتساع في منطقة الحوض، وضيق عند الكاحل . الجيوب إما أن تكون عند منطقة الحوض أو/و على جانب الرجل عند الفخذ .